# Amt Usedom-Süd
La comunità amministrativa di Usedom-Süd (Amt Usedom-Süd) appartiene al circondario della Pomerania Anteriore-Greifswald, nel Meclemburgo-Pomerania Anteriore, in Germania.

## Suddivisione
Comprende i seguenti comuni (abitanti il 31 dicembre 2022):
1. Benz (1 131)
2. Dargen (586)
3. Garz (280)
4. Kamminke (244)
5. Korswandt (592)
6. Koserow (1 730)
7. Loddin (960)
8. Mellenthin (469)
9. Pudagla (480)
10. Rankwitz (546)
11. Stolpe auf Usedom (373)
12. Ückeritz (1 006)
13. Usedom, Città * (1 725)
14. Zempin (961)
15. Zirchow (647)

Il capoluogo è Usedom.